# طارونه

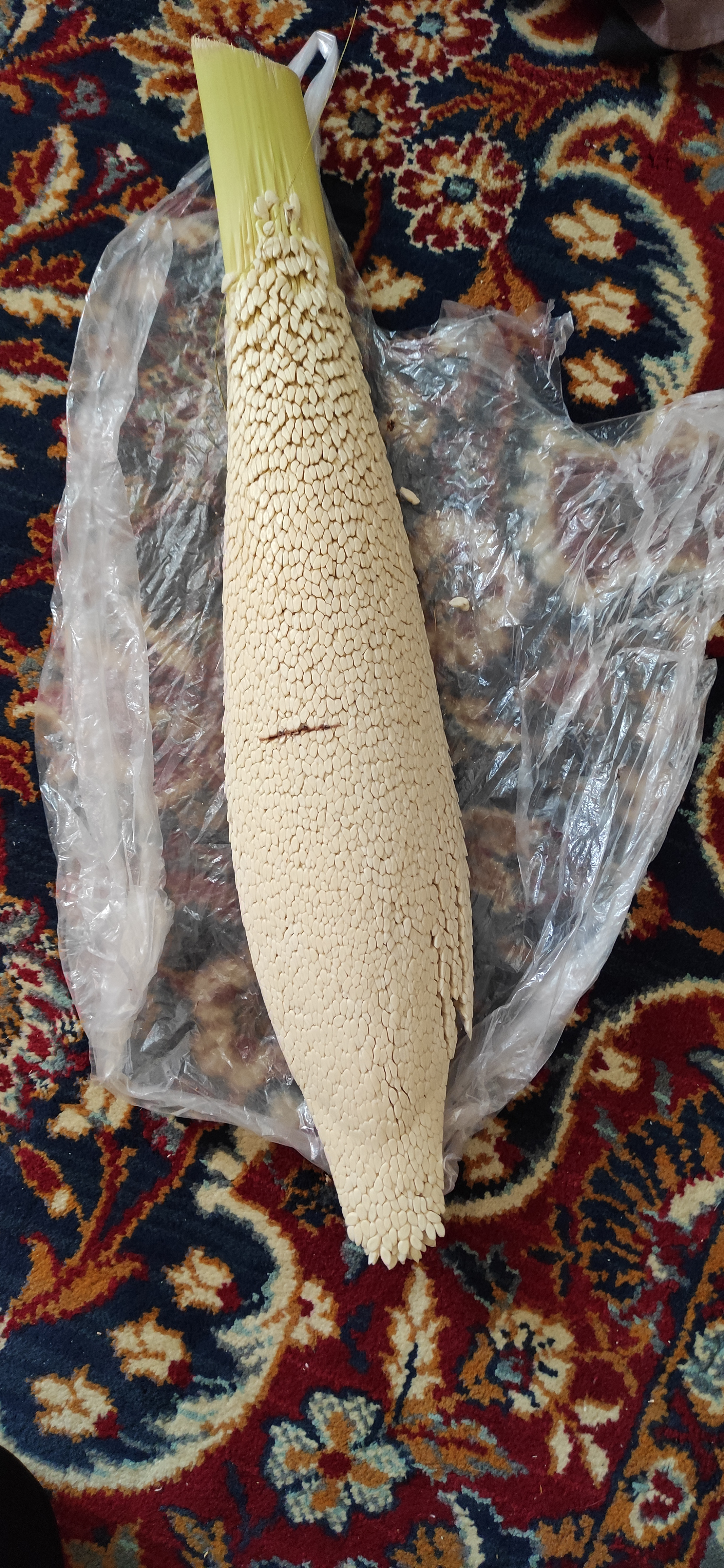
طارونه در شهر آب‌پخش جهت باروری درخت‌های خرمای ماده مورد استفاده قرار می‌گیرد.

طارونه (نام انگلیسی آن Palm Pollen) به ذرات تولید مثل نر درخت خرما (درختی از گروه نخلیان با نام علمی Phoenix dactylifera) اشاره دارد که برای بارور کردن گل‌های ماده‌ی درخت نخل ضروری است. در منطقه‌ی کرمان این قسمت از درخت نخل کوریشکو  نیز نامیده می‌شود. به صورت سالانه تنها در کشورهای عربی در حدود ۱۰۰۰ تن طارونه توسط درخت‌های خرما تولید می‌شود. طارونه توسط مصریان و چینی‌های باستان به عنوان یک عامل دارویی جوان‌ساز مورد استفاده قرار می‌گرفت و امروزه نیز گرده نخل خرما در سراسر جهان به عنوان یک مکمل غذایی مصرف می‌شود.
از این غلاف‌ها عرق گیاهی خوش عطری به‌دست می‌آید که نام محلی آن در بم «عرق کاشکیلو» است
و در جاهای دیگر «عرق طارونه» یا «آب طلع» نیز نامیده می‌شود.

## خواص
طی سال‌های طولانی، طارونه به عنوان درمانی برای بهبود باروری مردان مورد استفاده قرار می‌گرفت که در سال‌های اخیر، تحقیقات دانشگاهی انجام گرفته این تاثیر را به اثبات رساند. این تاثیر مثبت بر باروری مردان به احتمال زیاد به دلیل وجود هورمون‌های استروژن و استرادیول در آن است. این تاثیر مثبت بر باروری تنها محدود به مردان نبوده و اثر مثبت طارونه در تحریک غدد جنسی زنان و افزایش باروری در آنان نیز مشاهده شده است. طارونه همچنین برای کاهش تورم (التهاب) و زخم‌های داخل دهان (موکوزیت دهانی) استفاده می‌شود. این التهاب‌های دهانی به خصوص برای افرادی که به دلیل سرطان مورد پرتودرمانی یا شیمی‌درمانی قرار می‌گیرند بسیار شایع است که مصرف طارونه به آن‌ها در کنترل این عوارض کمک کرده است.
ویتامین‌های ب ۱، ب ۲،‌و ب ۱۲ در طارونه در مقادیر متغیر نسبت به نوع طارونه یافت شده است. همچنین وجود مقدار قابل توجهی از ویتامین آ، ویتامین ئی، و ویتامین ث نیز در طارونه اثبات شده است. مواد معدنی همچون زینک، سلنیوم، آهن، مولیبدن، مس، منگنز، کبالت نیز در این قسمت از درخت نخل یافت می‌شود. اسیدهای چربی همچون پالمیتیک اسید، اسید لینولئیک و میریستیک اسید نیز در طارونه وجود دارد.